# Боян Кнежевич
Боян Кнежевич (на хърватски: Bojan Knežević) е хърватски футболист, който играе на поста дефанзивен полузащитник.

## Кариера
Кнежевич е юноша на Динамо Загреб. Дебютира за мъжкия тим на 10 май 2014 г. при загубата с 2:1 като гост на Истра.

### Хебър
На 2 юли 2022 г. Боян е обявен за ново попълнение на пазарджишкия Хебър. Прави дебюта си на 8 юли при победата с 0:1 като гост на Ботев (Пловдив).

## Национална кариера
На 10 септември 2018 г. Кнежевич дебютира в официален мач за националния отбор на Хърватия до 21 г., при победата с 0:4 над националния отбор на Беларус до 21 г., в среща от квалификациите за Европейското първенство по футбол за младежи през 2019 г.

## Успехи
Динамо Загреб
- Първа хърватска футболна лига (3): 2013/14, 2015/16, 2019/20
- Купа на Хърватия (1): 2016
- Суперкупа на Хърватия (1): 2013

 Горица
- Втора словенска лига (1): 2021/22